# Bái vật giáo

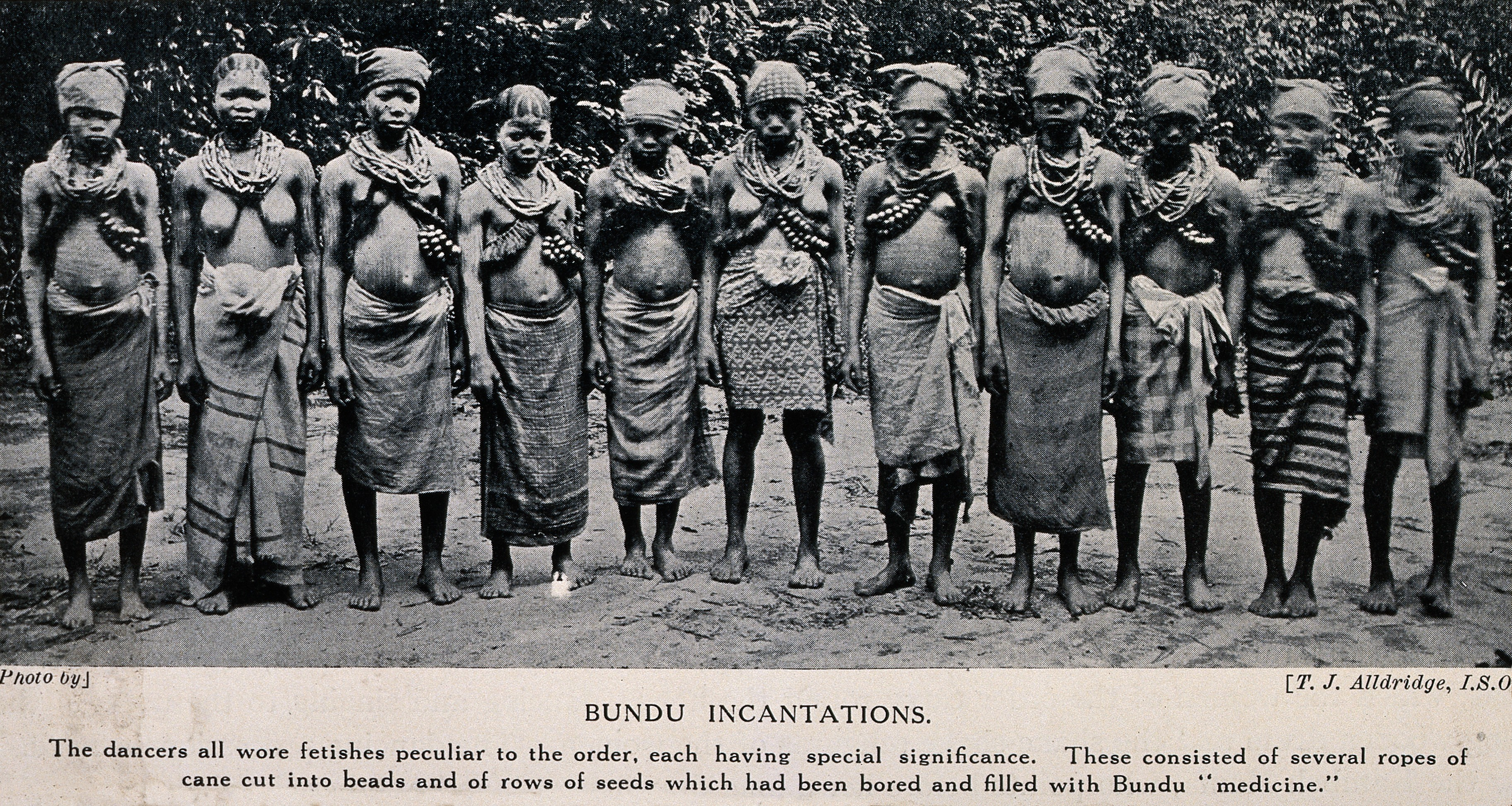
Các trẻ gái được khai tâm vào xã hội Sande, Sierra Leone, Tây Phi. Dịch nghĩa chú thích hình: "Bùa chú Bundu: Các vũ công đều đeo các bái vật đặc thù theo thứ bậc, mỗi vật đều có ý nghĩa đặc biệt. Chúng bao gồm một số đoạn dây làm từ cây mía và chuỗi hạt được xuyên lỗ và nhét bùa ngải".

Bái vật giáo là niềm tin vào năng lực siêu nhiên của vật thể nào đó, đặc biệt là những vật do con người làm ra. Về cơ bản, bái vật giáo là việc nội bộ cộng đồng gán các quyền lực và giá trị cố hữu cho một vật thể.